# انتونيو غوايري
انتونيو غوايري (بالإسبانية: Guayre Betancor)‏ (23 أبريل 1980 بلاس بالماس دي غران كناريا في إسبانيا - ) هو لاعب كرة قدم إسباني في مركز الهجوم. شارك مع منتخب إسبانيا تحت 21 سنة لكرة القدم ومنتخب إسبانيا لكرة القدم. أما مع النوادي، فقد لعب مع سلتا فيغو ونادي فياريال ونادي لاس بالماس ونادي لوغو ونومانسيا وUD Las Palmas Atlético ‏.

## روابط خارجية
- انتونيو غوايري على موقع قاعدة بيانات كرة القدم.إي يو (الإنجليزية)
- انتونيو غوايري على موقع ناشيونال فوتبول تيمز (الإنجليزية)
- انتونيو غوايري على موقع Soccerway.com (الإنجليزية)
- انتونيو غوايري على موقع AS.com (الإسبانية)